# Виноградарство
Виноградарство је грана земљорадње која се бави узгојем винове лозе и производњом грожђа и вина. Најразвијеније је у суптропском појасу између 30° и 50° гш.
Највећи произвођачи грожђа и вина су Француска, Италија, Русија, Шпанија, Аргентина и др.